# نیژنئوتیاشوو
نیژنئویاشوو (به لاتین: Nizhneutyashevo) یک منطقهٔ مسکونی در روسیه است که در باشقیرستان واقع شده است.